# 1996 XU30
1996 XU30 är en asteroid i huvudbältet som upptäcktes den 12 december 1996 av de båda japanska astronomerna Takeshi Urata och Yoshisada Shimizu vid Nachi-Katsuura-observatoriet.
Asteroiden har en diameter på ungefär 2 kilometer.